# 가브리엘 미세후이
가브리엘 오세이 미세후이 (Gabriel Osei Misehouy, 2005년 7월 18일 ~ )는 네덜란드의 축구 선수이며, 스페인 라리가 소속 지로나에서 공격형 미드필더로 뛰고 있다.